# Michael Wood (istoric)
Michael David Wood (n. 23 iulie 1948, Moss Side⁠(d), Anglia, Regatul Unit) este un istoric și prezentator englez de televiziune. El a prezentat numeroase seriale documentare de televiziune de la sfârșitul anilor 1970 și până în prezent. Wood a scris, de asemenea, o serie de cărți despre istoria Angliei, printre care In Search of the Dark Ages, The Domesday Quest, The Story of England și In Search of Shakespeare.  El a fost numit profesor de istorie la Universitatea din Manchester, în 2013.

## Educația și formarea profesională
Wood s-a născut în cartierul Moss Side din Manchester. El a învățat la școala primară "Heald Place" din Rusholme. Când avea opt ani, familia lui s-a mutat la Manchester, unde el a învățat la școala primară din cartierul Benchill. În timpul studiilor la Școala de Gramatică din Manchester, a dezvoltat un interes față de teatru, jucând rolul lui Grusha în prima producție britanică de amatori a piesei Cercul de cretă caucazian a lui Brecht. A obținut o calificare în limba engleză, limba franceză și istorie.
Wood a studiat istoria și limba engleză la Facultatea "Oriel" a Universității din Oxford, efectuând o călătorie de șase săptămâni în Statele Unite ale Americii în ultimul an de studii, și a obținut o diplomă de licență. Mai târziu, el a întreprins o cercetare postuniversitară în istoria anglo-saxonă la Facultatea "Oriel". După trei ani în cercetare pentru titlul de doctor în istorie, s-a angajat ca jurnalist la ITV.

## Cariera
În anii 1970, Wood a lucrat pentru studioul BBC din Manchester. El a fost mai întâi reporter, apoi producător asistent a programelor de actualități, înainte de a reveni la pasiunea sa pentru istorie cu serialul In Search of the Dark Ages (1979-1981) pentru BBC2. A devenit repede apreciat în rândul telespectatoarelor pentru aspectul său plăcut (el a fost poreclit, în glumă, "gândire de femeie crumpet" de ziarele britanice), vocea lui groasă și obiceiul de a purta blugi strâmți și o geacă din piele de oaie. Emisiunile lui Wood au fost, de asemenea, bine-cunoscute în Statele Unite ale Americii, unde au fost redifuzate de PBS și de diferite rețele de televiziune prin cablu. Serialul Legacy (1992) este unul dintre cele mai difuzate documentare la televiziunile americane.
Începând din 1990, Michael Wood a fost director al companiei independente de producție de televiziune "Maya Vision International". În 2006, s-a alăturat campaniei Școlii Britanice de Arheologie din Irak, care avea ca scop instruirea și încurajarea noilor arheologi irakieni, și a ținut prelegeri pe acest subiect. În 2013, Wood a devenit profesor de istorie la Universitatea din Manchester.

## Viața personală
La sfârșitul anilor 1970 și începutul anilor 1980, a avut-o timp de zece ani ca parteneră de viață pe jurnalista și prezentatoarea TV Pattie Coldwell. În prezent, locuiește în nordul Londrei cu soția sa, producătoarea de televiziune Rebecca Ysabel Dobbs, și cu cele două fiice, Minakshi și Jyoti.

## Onoruri
Wood a fost cercetător în cadrul Societății Regale de Istorie  până în 2007. În 2009, a devenit doctor honoris causa al Universității din Sunderland, în 2011, a devenit doctor honoris causa în litere al Universității din Leicester, iar în 2015 i-a fost acordată "Medalia Președintelui" de către Academia Britanică. După ce fusese anterior președinte al Societății de Arheologie și de Istorie din Leicestershire, a acceptat în 2017 funcția de vicepreședinte onorific pe viață, oferită în semn de recunoaștere a activității sale în realizarea serialului documentar "Michael Wood's Story of England".

## Seriale de televiziune
- In Search of the Dark Ages (1979–1981)
- Great Railway Journeys („Zambezi Express”, 1980)
- Great Little Railways (episodul 3: „Slow Train to Olympia”, 1983)
- In Search of the Trojan War (1985)
- Domesday: A Search for the Roots of England (1986)
- Greece: The Hidden War (1986)
- Art of the Western World (1989)
- Legacy: A Search for the Origins of Civilisation (1992)
- Lifeboat (1993)
- In the Footsteps of Alexander the Great (1997)
- Conquistadors (2000)
- In Search of Shakespeare (2003)
- In Search of Myths and Heroes (2005)
- The Story of India (2007)
- Christina: A Medieval Life (2008)
- In Search of Beowulf (2009) (a.k.a. Michael Wood on Beowulf)
- Michael Wood's Story of England (2010)
- The Great British Story: A People's History (2012)
- King Alfred and the Anglo Saxons (2013)
- The Story of China (2016)
- Ovid: The Poet and the Emperor (2017)

## Documentare
- Darshan: An Indian Journey (1989)
- Traveller's Tales: The Sacred Way (1991)
- Saddam's Killing Fields (1993)
- Secret History: Hitler's Search for the Holy Grail (1999)
- Gilbert White: Nature Man (2006)
- Christina: A Medieval Life (2008)
- Alexander's Greatest Battle (2009)
- Shakespeare's Mother; The Secret Life of a Tudor Woman (2015)

## Cărți
- In Search of the Dark Ages (BBC Books, 1981)[21]
- In Search of the Trojan War (1985)
- Domesday: A Search for the Roots of England (1988)
- Legacy: A Search for the Origins of Civilization (1992)
- The Smile of Murugan: A South Indian Journey (1995)
- In the Footsteps of Alexander the Great (1997)
- In Search of England: Journeys Into the English Past (1999)
- Conquistadors (2000)
- In Search of Shakespeare (2003)
- In Search of Myths and Heroes (2005)
- India: An Epic Journey Across the Subcontinent (2007)
- The Story of England (2010)

## Legături externe
- Michael Wood la Internet Movie Database
- Michael Wood Arhivat în 9 ianuarie 2011, la Wayback Machine. de la Institutul Britanic de Film
- In the Footsteps of Alexander The Great la Wayback Machine (archived 18 martie 2008)

Scrieri
- The Story of the Conquistadors
- In Search of Shakespeare
- In Search of Myths and Heroes
- „The Life of an Anglo-Saxon Princess”. The Guardian, 2010

Interviu
- Interviu video din 2012